# 1927年12月8日月食
1927年12月8日月食为一次在协调世界时1927年12月8日出現的月全食。該次月食半影食分為2.364、全影食分為1.356。偏食維持了103分，全食維持40分。

## 概述
這次月食的食分是4.96，偏食維持了103分，全食維持40分。

## 基本參數
- 類型：月全食
- 食甚資料：
  - 日期：1927年12月8日
  - 時間：17:35
  - 月球位置：赤經4.96度、赤緯22.4度
  - 食分：半影食分：2.364、全影食分：1.356
  - 持續時間：偏食103分、全食40分

## 外部連結
- NASA月食專頁（页面存档备份，存于）（英文）